# 阿金
《阿金》（Ah Kam）是一部许鞍华执导的香港动作剧情片，於1996年上映。杨紫琼、洪金宝、黄家诺主演。影片获第47届柏林电影节金摄影奖（Golden Camera Award）。
在拍摄本片时，杨紫琼从天桥上一跃而下跌伤了背部，几乎导致终生瘫痪。因此影片公映时，在片尾的NG画面裏放进了这个受伤场景以此向她的健康与敬业精神表示祝福和致敬。

## 剧情简介
自幼習武的內地女子阿金（楊紫瓊飾），來港後在武師霹靂（洪金寶飾）的協助下，成為一名武师。然而霹靂在一次事件中被黑道頭目殺害，黑帮還要追殺霹靂的兒子，为救霹靂的兒子，阿金與黑幫老大展開生死搏鬥。

## 演員表
| 演員   | 角色   | 粵語配音 | 備註                                           |
| 杨紫琼 | 阿金   | 盧素娟   | 大陆武术高手，来港做电影替身演员               |
| 洪金宝 | 童哥   | 高翰文   | 武术指导 一名武师 后去打救發瘟時被黑幫老大殺害 |
| 黄家诺 | SAM    | 古明華   | 卡拉OK厅的老板，阿金的初恋情人                 |
| 卢永铿 | 阿朗   |          | 童哥之子娟                                     |
| 郭錦恩 | 室友   |          |                                                |
| 黄伟亮 | 刀疤   |          | 童哥助手                                       |
| 魏秋樺 |        |          |                                                |
| 刘玉翠 |        |          | 童哥助手妻子                                   |
| 张家辉 | 發瘟   |          |                                                |
| 吳耀漢 | CID    | 吳耀漢   | 負責童哥被殺案的警察                           |
| 鄭則仕 | 非洲雞 | 鄭則仕   | 黑幫老大                                       |
| 劉松仁 | 律師   | 劉松仁   | 替殺死童哥的黑幫老大打官司                     |
| 孟海   | COPY哥 | 陳永信   | 童哥助手                                       |